# Kloster (Jutland)
Kloster is een klein dorp in de Deense regio Midden-Jutland. Het maakt deel uit van de gemeente Ringkøbing-Skjern. De plaats telt goed 600 inwoners. Kloster ligt iets ten oosten van het kustdorp Søndervig.